# آنتونیو ده لا کروز
آنتونیو ده لا کروز (اسپانیایی: Antonio de la Cruz‎؛ زادهٔ ۷ مهٔ ۱۹۴۷) بازیکن و مربی سابق فوتبال اهل اسپانیا است.
از باشگاه‌هایی که در آن بازی کرده‌است می‌توان به باشگاه فوتبال بارسلونا، باشگاه فوتبال رئال وایادولید و باشگاه فوتبال گرانادا اشاره کرد.